# Скоростная железная дорога Чжэнчжоу — Сюйчжоу
Скоростная железная дорога Чжэнчжоу — Сюйчжоу  (кит. 郑徐客运专线) длиной 326 км соединяет крупный город Сюйчжоу в провинции Цзянсу, город Сучжоу провинции Аньхой, город Шанцю провинции Хэнань, историческую столицу Кайфын, столицу провинции Хэнань город Чжэнчжоу. В дальнейшем дорога станет частью Высокоскоростной пассажирской линией Сюйчжоу — Ланьчжоу.
Строительство дороги началось в 2012 году, пуск по данным ожидается в 2016 году Дорога рассчитана на скорость движения 350 км/час. Инвестиции составляют 48.62 миллиардов юаней. Пуск в эксплуатацию ожидался к в 2017 году
Дорога пущена в эксплуатацию в сентябре 2016 года.

## Остановки
Железная дорога должна проходит через 9 станций:
1. Чжэнчжоу — Восточный (кит. 郑州东站)
2. Кайфын — Северный (кит. 开封北站)
3. Ланькао — Южный (кит. 兰考南站)
4. Миньцюань (кит. 民权站)
5. Шанцю (кит. 商丘站)
6. Даншань — Южный (кит. 砀山南站)
7. Юнчэн — Северный (кит. 永城北站)
8. Сяо — Северный (кит. 萧县北站) в Сучжоу
9. Сюйчжоу — Восточный (кит. 徐州东站)